# Премијер дивизија Велса у рагбију
Премијер дивизија Велса у рагбију (енгл. Welsh Premier Division) је први ранг рагби 15 такмичења у Велсу.

## О такмичењу
Овим такмичењем руководи Рагби савез Велса. У првој фази такмичења тимови су подељени у две конференције, источну и западну. После 14 одиграних кола, почиње друга фаза где ће се одиграти још 15 кола. 
Учесници
'Источна конференција'
- Потиприд
- Мертир
- Бедвас
- Кардиф
- Њупорт
- Крос кејс
- Ебв вејл
- Барџоед

'Западна конференција'
- РГЦ 1404
- Ландовери
- Карматин квинси
- Аберавон
- Љанели
- Бриџенд
- Свонси
- Нет

## Историја
Списак победника рагби првенства Кнежевине Велс
- 1991. Нет
- 1992. Свонси
- 1993. Љанели
- 1994. Свонси
- 1995. Кардиф
- 1996. Нет
- 1997. Понтиприд
- 1998. Свонси
- 1999. Љанели
- 2000. Кардиф
- 2001. Свонси
- 2002. Љанели
- 2003. Бриџенд
- 2004. Њупорт
- 2005. Нет
- 2006. Нет
- 2007. Нет
- 2008. Нет
- 2009. Кардиф
- 2010. Нет
- 2011. Љанели
- 2012. Понтиприд
- 2013. Понтиприд
- 2014. Понтиприд
- 2015. Понтиприд
- 2016. Ебв вејл
- 2017. Мертир